# Massacre de Beit Daras

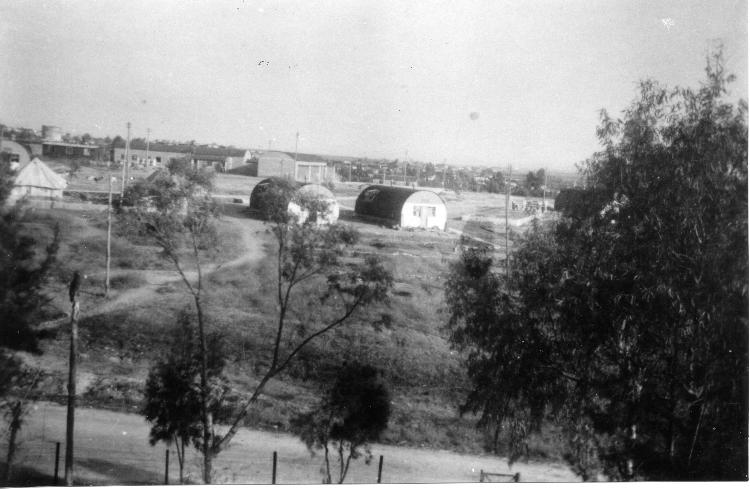
O acampamento do exército israelense em Beit Daras, 1948

O massacre de Beit Daras foi um massacre cometido pelas forças sionistas contra o povo da aldeia palestina de Beit Daras em 21 de maio de 1948. Quando as forças sionistas chegaram à aldeia, cercaram-na por todos os lados para impedir a chegada de ajudantes, e então começaram a bombardeá-la com artilharia e morteiros em abundância. O massacre levou à morte de um grande número de moradores da aldeia, antes que ela fosse destruída, sua população deslocada e uma colônia sionista estabelecida em seu lugar.

## Contexto
A aldeia de Beit Daras está localizada a 32 quilômetros a nordeste da cidade de Gaza e sua população em 1945 era de cerca de 2.750 pessoas.
Em 1948, depois que as forças sionistas tomaram várias aldeias ao redor da aldeia de Beit Daras, a aldeia foi submetida a vários ataques dos sionistas depois que eles tentaram tomá-la. Mas as forças falharam todas as vezes por causa da força de seu povo, já que o povo venceu quatro vezes.
No entanto, na madrugada de 21 de maio, os sionistas atacaram a aldeia novamente com maior força e intensidade de fogo, e cercaram a aldeia pelos quatro lados para impedir a chegada de ajuda. As forças da Brigada Givati atacaram a aldeia com artilharia pesada e morteiros.
Quando os defensores da aldeia perceberam a gravidade da situação, decidiram resistir e pediram às mulheres, crianças e idosos que saíssem da aldeia pelo lado sul da aldeia. Assim que chegaram aos arredores da aldeia do sul, os sionistas os enfrentaram com fogo, apesar de serem mulheres, crianças e velhos indefesos. Cerca de 260 pessoas morreram neste massacre.
Este massacre fez aumentar a determinação do povo em luta para lutar, pelo que resistiu às forças e obrigou-as a recuar, mas as perdas humanas, a falta de munições e a falta de esperança na chegada de ajuda fizeram com que o povo fugir da aldeia. No entanto, apesar disso, as forças não se atreveram a entrar na aldeia até vários dias depois, depois de se certificarem de que não havia combatentes ali.

## Depois do massacre
No ano de 1950, Israel estabeleceu três assentamentos nas ruínas da aldeia, a saber “Azrikam”, “Amunim” e “Givati”. Mais tarde, na década de 1950, uma fazenda judaica chamada Zammorot foi estabelecida no local de Khirbet Odeh, que ficava ao sul da vila de Beit Daras.